# 吉恩·巴滕
吉恩·巴滕（英語：Guin Batten，1967年9月27日—），英国女子赛艇运动员。她曾代表英国参加1996年和2000年夏季奥林匹克运动会赛艇比赛，其中2000年奥运会获得一枚银牌。

## 家庭
姐姐米丽娅姆·巴滕。